# 碰鼻礼

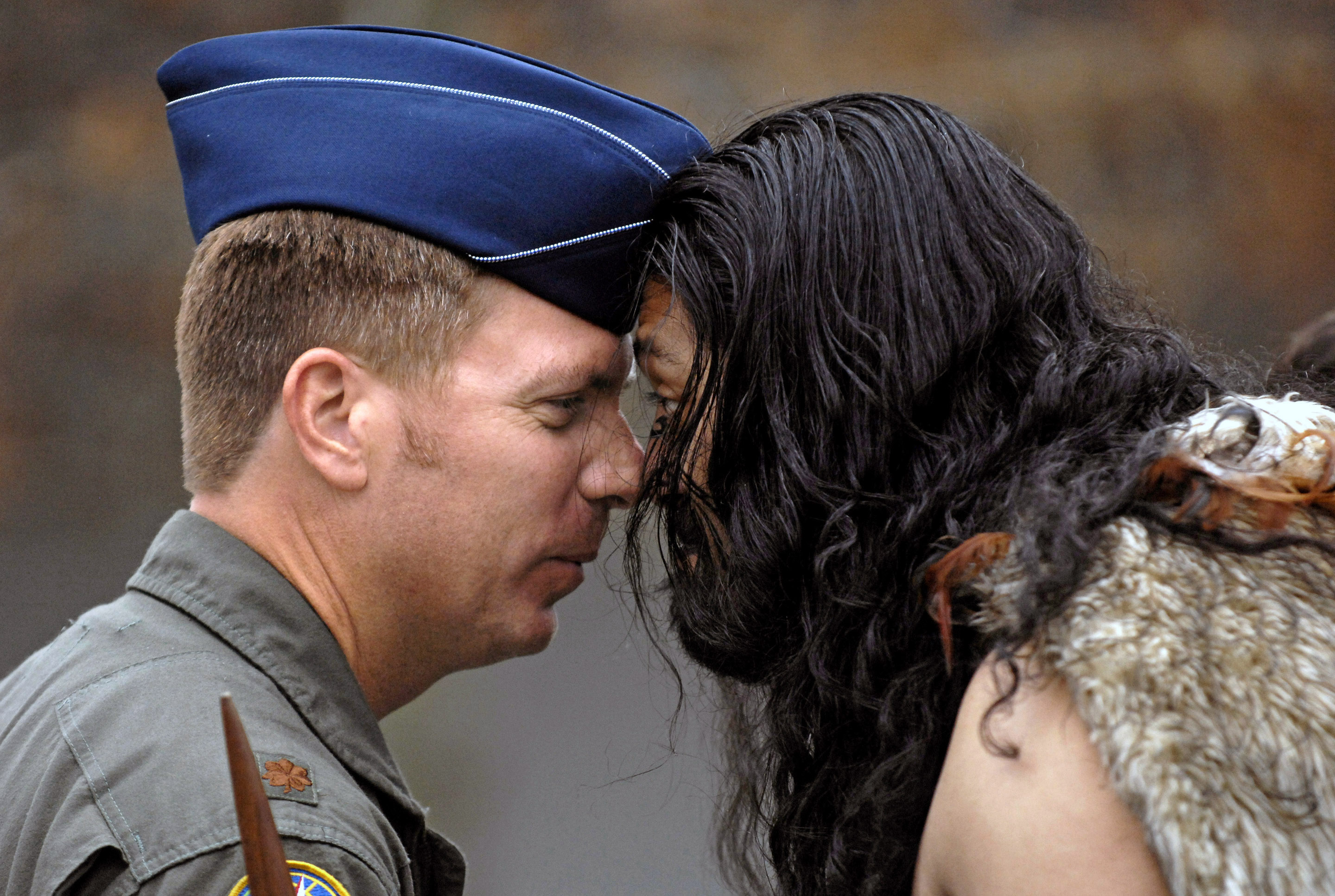
美国空军士兵与一位毛利人在毛利传统欢迎庆典波华丽上进行碰鼻礼

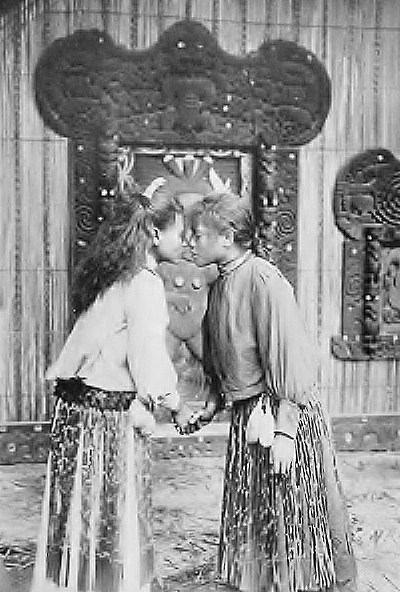
两位女性毛利人进行碰鼻礼，拍摄于1913年

碰鼻礼是毛利人的一种传统问候礼。在碰鼻礼的过程中，通常也会包含触碰额头、握手或亲吻脸颊等动作。
毛利人通常会在传统聚会或正式庆典，例如毛利传统欢迎仪式“波华丽”（pōwhiri）中进行碰鼻礼。 

## 象征意义
毛利人的文化认为，人的灵气聚集在头部，而碰鼻礼则象征着在人与人之间传递来自神的生命气息。
此外，在碰鼻礼中，不同的次数也有其各自含义。碰鼻一下能够使双方互相通神；碰鼻两下代表着共同呼吸和生存，以示友好。

## 实例
除了毛利人之间，毛利人和非毛利人、毛利人与非新西兰人之间也经常有进行碰鼻礼的实例。
例如：在2010年6月17日，时任中共中央政治局常委、中国国家副主席习近平在新西兰访问期间出席了萨蒂亚南德总督为之举行的欢迎仪式。仪式上，毛利人领队以碰鼻礼欢迎了迎接了习近平和彭丽媛夫妇二人。